# 中村誠 (脚本家)
中村 誠（なかむら まこと、1970年4月16日 - ）は、日本の脚本家、アニメーション監督。日本放送作家協会員。日本脚本家連盟員。日本映画監督協会員。ラジオ、アニメーションを中心に活動している。

## 経歴
以前はラジオ番組などの構成・脚本を手がけていたが、『Kanon』（ドラマCD、第1期・東映アニメーション版）の構成・脚本に携わって以降、アニメーション関連の脚本をよく行う等、マルチに活動するようになった。2010年の人形アニメ映画『チェブラーシカ』において、初めて監督として制作に加わり（脚本も数人と共同で担当）、人形アニメーションの監督としても活動。
2022年からは「あなたのイツカを再生する」をコンセプトのパフォーマンスユニット「イツカ▶︎」のプロデューサーとしても活動している。

## エピソード
- 『劇場版AIR』の脚本の依頼をうけた際は二つ返事でOKを出し、既に所持していた原作ゲームを取り出して、台詞をメモしながらプレイを行い、準備稿を十稿近く重ねたという[2]。
- 前述の『劇場版AIR』は原作ファンから批判を受けたことをコメンタリーで明かしている。作品は「原作と同じでよいなら原作をやればいい」という観点から制作を行い、「原作と違う」と批判した人間に対しては遠まわしの苦言とも取れる言葉を呈したこともある[3]。
- ドラマCD版『CLANNAD』では「脚本潤色」でクレジットされている。
- 出崎統によると、恰幅がいい体型とのことである[3]。

## 作品

### テレビアニメ
- 風の少女エミリー（脚本）
- Kanon（第1期・東映アニメーション版） （シリーズ構成・脚本）
- 恋する天使アンジェリーク 〜心のめざめる時〜（脚本）
- 恋する天使アンジェリーク 〜かがやきの明日〜（脚本）
- 獣神演武 -HERO TALES-（脚本）
- しゅごキャラ!（脚本）
- テレパシー少女 蘭（シリーズ構成・脚本[4]）
- のらみみ（シリーズ構成・脚本）[5]平成20年度文化庁メディア芸術祭審査委員会推薦作品
- のらみみ2（シリーズ構成・脚本・絵コンテ・演出）
- 雪の女王（脚本）
- ロケットガール（脚本）
- みずいろ（アニメ全年齢対象版）（脚本）
- こんにちは アン 〜Before Green Gables（脚本）
- プリンセスラバー!（シリーズ構成・脚本）
- うっかりペネロペ
- チェブラーシカ あれれ?（監修）2009年アヌシー国際アニメーションフェスティバルＴＶ部門ノミネート作品
- 生徒会役員共（シリーズ構成・脚本）
- ジュエルペット てぃんくる☆（脚本（テレビシリーズ）、プロデュース（DVD-BOX・ファンディスク）、企画（BD-BOX・特別編））[6]
- うたの☆プリンスさまっ♪ マジLOVE1000%（脚本）
- キューティクル探偵因幡（シリーズ構成・脚本）[7]
- うたの☆プリンスさまっ♪ マジLOVE2000%（脚本）
- COPPELION（シリーズ構成・脚本）[8]
- 魔導具師ダリヤはうつむかない（脚本）

### Webアニメ
- Starry☆Sky（シリーズ構成・脚本）

### 劇場版アニメ
- 劇場版AIR（脚本）
- 劇場版CLANNAD（脚本）
- チェブラーシカSHORT STORYS（TOHO CINEMAS限定人形アニメ) - (監督・脚本・ビデオボード)
- チェブラーシカ（2010年版人形アニメ) - (監督・脚本)　※初監督作品。釜山国際映画祭招待作品・東京国際映画祭特別招待作品・平成22年度文化庁メディア芸術祭審査委員会推薦作品
- ちえりとチェリー (人形アニメ) - (原作・監督・脚本)

キネコ国際映画祭2016 日本作品賞長編部門グランプリ
第30回イスファハーン国際児童青少年映画祭（イラン） 長編国際アニメーション部門　ゴールデンバタフライ（最高賞）賞
第20回インド国際子ども映画祭 アジアン パノラマ ショート部門　審査員特別賞
アメリカ・シアトル子ども映画祭2019 審査員賞＆観客賞をW受賞
- チェブラーシカ 動物園へ行く（2016年版人形アニメ) - (監督・脚本)
- 幸福路のチー  (日本語吹替版演出・ダイジェスト予告演出)　※宋欣穎（ソン・シンイン）監督作品（2017年台湾）

### ドラマCD・オーディオドラマ
- KanonドラマCDシリーズ
- KanonアンソロジードラマCD
- Kanon-水瀬さんち-
- AIRドラマCDシリーズ
- 神尾さんち
- CLANNADドラマCDシリーズ
- 古河さんち
- チェブラーシカ[9]
- 20000907[10]

### ゲーム
- クマ・トモ - (メインシナリオ)
- ネコ・トモ - (メインシナリオ)

### 小説
- クマ・トモ わたしの大切なお友達（2014年12月 角川つばさ文庫） - 絵：桃雪琴梨[11]
- ちえりとチェリー（2015年9月 角川つばさ文庫） - 共著：島田満、絵：伊部由起子[12]
- クマ・トモ ずっといっしょだよ（2016年10月 角川つばさ文庫） - 絵：桃雪琴梨[13]
- ネコ・トモ 大切な家族になったネコ（2018年11月 角川つばさ文庫） - 絵：桃雪琴梨[14]

### 絵本
- NHKアニメ劇場 雪の女王 鏡のかけら（2005年10月 NHK出版） - 原作：H・C・アンデルセン[15]
- NHKアニメ劇場 雪の女王 氷の城へ（2006年3月 NHK出版） - 原作：H・C・アンデルセン[16]
- サンリオキャラクターえほん マイメロディ おいしいいちご（2015年3月 KADOKAWA） - 絵：苅野タウ / ぽと、キャラクター著作：株式会社サンリオ[17]
  - サンリオキャラクターえほんミニ マイメロディ おいしいいちご（2016年7月 KADOKAWA）[18]
- サンリオキャラクターえほん シナモロール シナモンたちのパーティ（2015年4月 KADOKAWA） - 絵：苅野タウ / ぽと、キャラクター著作：株式会社サンリオ[17]
- サンリオキャラクターえほん けろけろけろっぴ キャンプにいこう（2015年10月 KADOKAWA） - 絵：せいらん、キャラクター著作：株式会社サンリオ[17]
- サンリオキャラクターえほん ポムポムプリン たからものさがし（2015年10月 KADOKAWA） - 絵：せいらん、キャラクター著作：株式会社サンリオ[19]
- サンリオキャラクターえほん マイメロディ おてつだいしよう（2016年1月 KADOKAWA） - 絵：苅野タウ / ぽと、キャラクター著作：株式会社サンリオ[17]

### その他
- チェブラーシカ（2008年リバイバル上映版）- 字幕監修